# Caixa de Pensions
La Caixa de Pensions è un palazzo costruito tra il 1914 e il 1917 da Enric Sagnier nella via Laietana di Barcellona. L'edificio fu progettato per esser adibito ad uffici al piano terra e ad abitazioni da affittare nei piani superiori in modo da massimizzare gli investimenti sostenuti. 
Il progetto dell'edificio consiste in un'alta torre realizzata all'angolo con la via Laietana, nella quale si trovano gli ingressi, una facciata principale con ampie finestre e delle facciate laterali con gli ingressi che conducono agli appartamenti dei piani superiori.
L'opera venne realizzata in cemento armato (un materiale a quel tempo innovativo), con un rivestimento esterno in pietra. La zona di accoglienza dei clienti era invece riccamente decorata con pitture e marmi e si distribuiva attorno ad uno spazio coperto con un lucernario.
All'angolo delle due facciate principali è presente un gruppo scultoreo che simboleggia il Risparmio, opera di Manel Fuxà.